# Riofrío de Riaza
Riofrío de Riaza est une commune de la province de Ségovie dans la communauté autonome de Castille-et-León en Espagne.
Sur son territoire se trouve la forêt de hêtres de la Pedrosa, une zone protégée, une des hêtraies les plus méridionales d'Europe.